# James Owen Dorsey
James Owen Dorsey, né le 31 octobre 1848 à Baltimore, décédé le 4 février 1895 à Washington DC, est un ethnologue américain, linguiste et missionnaire épiscopalien dans le Territoire du Dakota, qui a étudié et décrit plusieurs langues siouanes méridionales dont notamment l’omaha-ponca et les autres langues dhegiha. Il a travaillé avec le Bureau of American Ethnology de la Smithsonian Institution de 1880 à 1895 lorsqu’il meurt d’une fièvre typhoïde.
Il a accumulé beaucoup de documents sur les langues, cultures, croyances et institutions des peuples siouans méridionaux ainsi que des tribus du sud-ouest et du nord-ouest des États-Unis, mais la majorité de ses manuscrits n’a pas été publiée. Quelques histoires ponca et osages retranscrites ont été publiées.

## Publications
- A Dictionary of the Biloxi and Ofo languages, accompanied with thirty-one Biloxi tests and numerous Biloxi phrases, 1912
- A Dakota-English dictionary, Edited by James Owen Dorsey, 1968
- "Omaha and Ponca Letters" (1890), (Contributions to North American Ethnography VI), supplement, 1891
- Omaha Dwellings, Furniture and Implements, 1892-1893
- Osage Traditions, 1888
- Omaha Sociology, 1884
- The Cehiga Language, 1890

## Source de la traduction
- (en) Cet article est partiellement ou en totalité issu de l’article de Wikipédia en anglais intitulé « James Owen Dorsey » (voir la liste des auteurs).